# Farradiyya
Farradiyya (en arabe : الفرّاضية, al-Farâdhiyyah) était un village arabe palestinien de 670 habitants situé à 8 km sud-ouest de Safed en Galilée. On pense que le site où il se dressait correspond à une localité juive du IIe siècle ap. J.-C. nommée Parud.
Farradiyya est situé sur le versant sud du mont Zabud à 375 m au-dessus du niveau de la mer. La route Safed-Nazareth (route 866 (en)) passait au nord du bourg. Sa superficie totale était de 19 747 dounams, dont 25 dounams bâtis et 5 365 dounams de terres agricoles.

## Histoire
Il est possible que l'emplacement de Farradiyya corresponde au site de la localité juive du IIe siècle ap. J.-C. nommée Farod (ou Pārud) et mentionnée une fois dans le Talmud de Babylone (Avodah Zarah 31a),, c'était le lieu de résidence du tanna Bar Kappara (en). Une tradition juive situe également le lieu de sépulture du sage talmudique Nachum Ish Gamzu (en) sur la route principale à l'entrée de Farradiyya, où se trouvait autrefois un grand édifice fait de pierres de taille.
Sous le califat abbasside, al-Farradiyya faisait partie du Jund al-Urdunn, la province de Jordanie En 985, le géographe arabe Al-Maqdisi décrit le site comme un grand village situé entre Acre et Tibériade, qui compte une mosquée. Il ajoute que l'eau y est abondante, que la campagne environnante est agréable et qu'il y a des raisins et des vignes en abondance dans le village.

### Période ottomane
Farradiyya est incorporé à l'Empire ottoman en 1517. Selon le registre des impôts de 1596, il fait partie du nahiya ("sous-district") de Jira, situé dans le Sandjak de Safed (en). Le village comprend 40 ménages et 3 célibataires, soit environ 237 personnes ; toutes musulmanes. Les villageois payent des taxes sur le blé, l'orge, les olives, les fruits, les ruches, les chèvres et les pâturages ; un total de 5 200 akçe,.
Une carte de la Campagne d'Égypte (1799) publiée par Pierre Jacotin montre le bourg désigné sous le nom de "Farod". En 1875, Victor Guérin mentionne une source, Aïn Ferradheh, auparavant utilisée par plusieurs moulins à eau, mais désormais détruits. Il estime que le village compte environ 150 habitants musulmans. En 1881, une étude du Palestine Exploration Fund indique que le village est bâti en pierre, les habitants y cultivent l'olivier, le figuier et pratiquent le maraichage dans de petits jardins La population y est encore estimée à environ 150 personnes. Les sources situées sur le mont Al-Jarmaq au nord fournissent l'essentiel de l'approvisionnement en eau du village. Une école élémentaire pour garçons est créée durant cette période.
Une liste de la population datant d'environ 1887 montre que Farradiyya compte environ 455 habitants musulmans.

### Période du mandat britannique
Durant la période du Mandat britannique sur la Palestine, l'agriculture du village est florissante. Farradiyya est connu pour sa ferme expérimentale qui couvre 300 dounams de terres. La ferme est créée pour améliorer les cultivars de pommes, d'abricots, d'amandes, de figues, de raisins, de poires et pour développer de nouvelles variétés de semences. Elle compte un arboretum où 2000 plantes sont cultivées et distribuées aux fellahins locaux. La ferme dispense ses conseils aux agriculteurs des districts d’Acre et de Safad sur la manière d'élever des volailles et de produire du miel. Outre la ferme, il existe plusieurs moulins à eau dans les environs de Farradiyya. Le village abrite également le mausolée d'un chef religieux local appelé Shaykh Mansur. Un rapport sur le village écrit avant 1933 mentionne le ''maqam'' de Shaykh Mansur comme étant "un bâtiment carré comprenant une arche et une niche". Le rapport note également l'existence d'une arche médiévale dans le cimetière.
D'après le recensement de Palestine de 1922, le village compte 362 habitants, tous musulmans ce chiffre monte à 465 habitants d'après le recensement de 1931 ; 464 musulmans et 1 chrétien y habitent 101 maisons.
Un représentant du Département des Antiquités de la Palestine mandataire (en) se rend dans le village en 1933 et indique qu'"un maqam connu localement sous le nom de" Sheikh Manṣur " se dresse sur la voie principale menant au village à peu près à mi-chemin entre le village et l'école publique pour garçons. C'est un bâtiment carré en ruines d'environ 4 x 4 m. Le mur nord est le seul élément encore visible: il se compose de neuf assises s'élevant au-dessus des fondations hautes en moyenne de 27 cm ; soit un total de 2,45 m de haut. Le coin nord-est et le mitan du mur comportent des pilastres en mauvais état. Les bases et les chapiteaux comportent des moulures simples. La partie la plus élevée est composée de pierres moulées formant une corniche." Le mausolée de"Sheikh Manṣur" pourrait correspondre à celui du rabbin Tanḥum de Parod.
Les Britanniques édifient à Farradiyya un poste de police fortifié, le Fort Tegart.
Selon les statistiques de 1945, il y a 670 habitants, tous musulmans. Le finage du village comprend un total de 19 747 dounams de terres. Sur cette somme, 1182 dounams comprennent des plantations et des terres irrigables, 4 137 sont plantés de céréales, 25 dounams constituent le bâti.

### Guerre de 1948 et suites
Farradiyya est contrôlé par la brigade israélienne Golani dans le cadre de l'opération Hiram le 30 octobre 1948. Le village n'est pas pris d'assaut directement, mais comme la brigade avance vers le nord depuis la localité arabe de Eilabun au sud, en direction de Sa'sa', Farradiyya se retrouve entouré par les forces israéliennes de tous côtés.
Avant sa prise, début mai, des Arabes d'Akbara et d'az-Zahiriyya se sont réfugiés dans le village. Comme il n’a pas été pris d'assaut, de nombreux habitants de Farradiyya sont restés sur place jusqu’en février 1949. Le 15 décembre 1948, les autorités israéliennes décident d'expulser les 261 habitants restants, mais le plan est seulement exécuté en février. Les forces israéliennes expulsent la plupart des villageois vers d'autres villages arabes de Galilée sous leur contrôle ou vers le nord de la Cisjordanie.
En 1949, le kibboutz de Parod est fondé sur des terres de Farradiyya, à 300 m à l'est du site du bourg abandonné et, en 1950, le moshav Shefer est établi dans le nord de Farradiyya.
En 1992, le site du village est décrit ainsi : « Le site est désert et couvert de broussailles, d'arbres et d'amas de pierres provenant des maisons détruites. Des cactus poussent sur les terrains autour du site, qui est principalement utilisé comme zone de pâturage. »

### Découvertes archéologiques
Les fouilles effectuées sur le site en 1996 ont révélé la présence de colombiers et de cavernes funéraires (kokhim) remontant à l'Empire romain et au début de la période byzantine. Des céramiques byzantines ont également été trouvées. En 2010, Cinamon Gilad et Baron Hendrik ont effectué une étude du site pour le compte de l'Autorité des antiquités israéliennes (IAA).

## Galerie

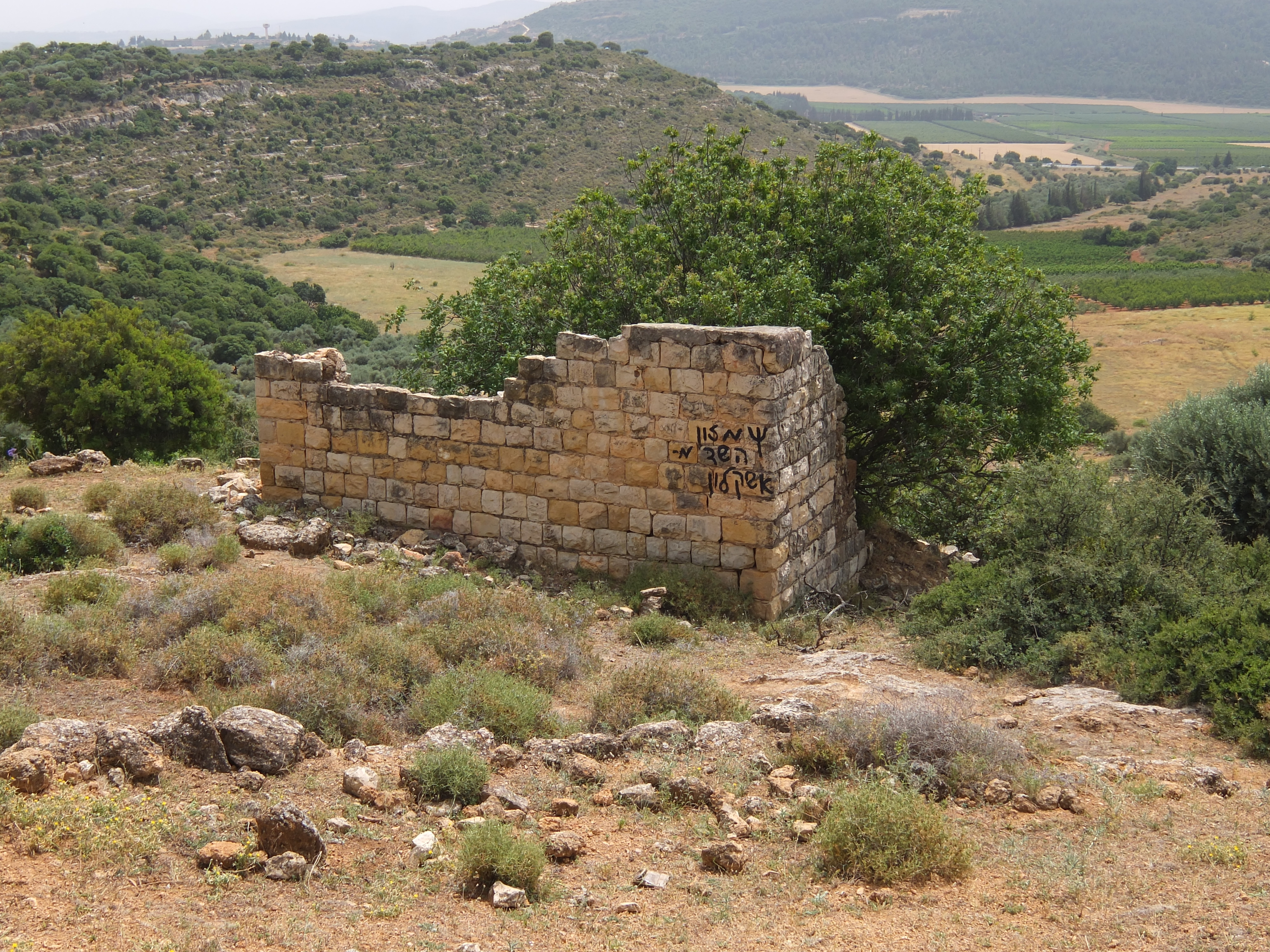
Maison abandonnée.
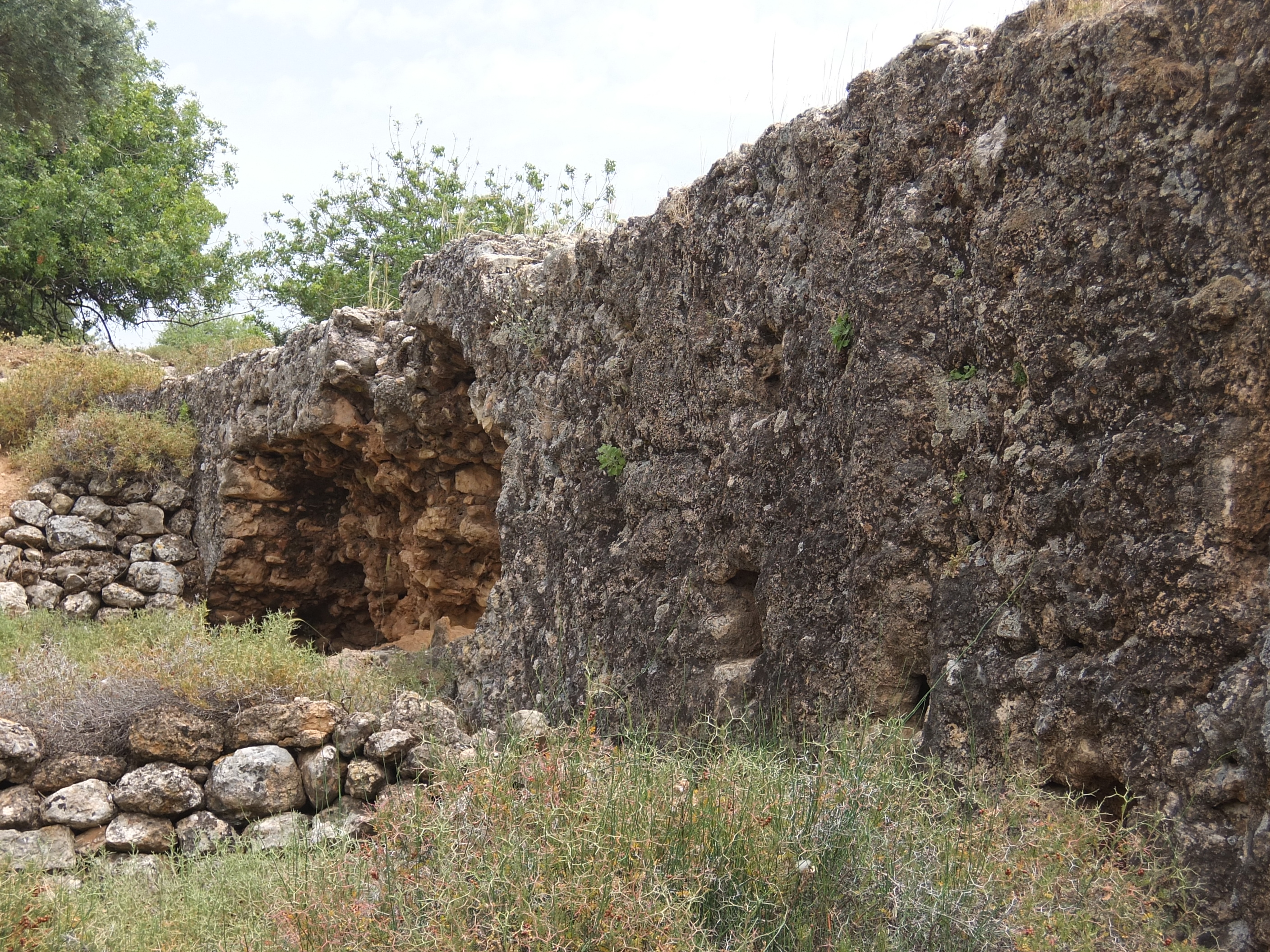
Vestiges d'un ancien mur.
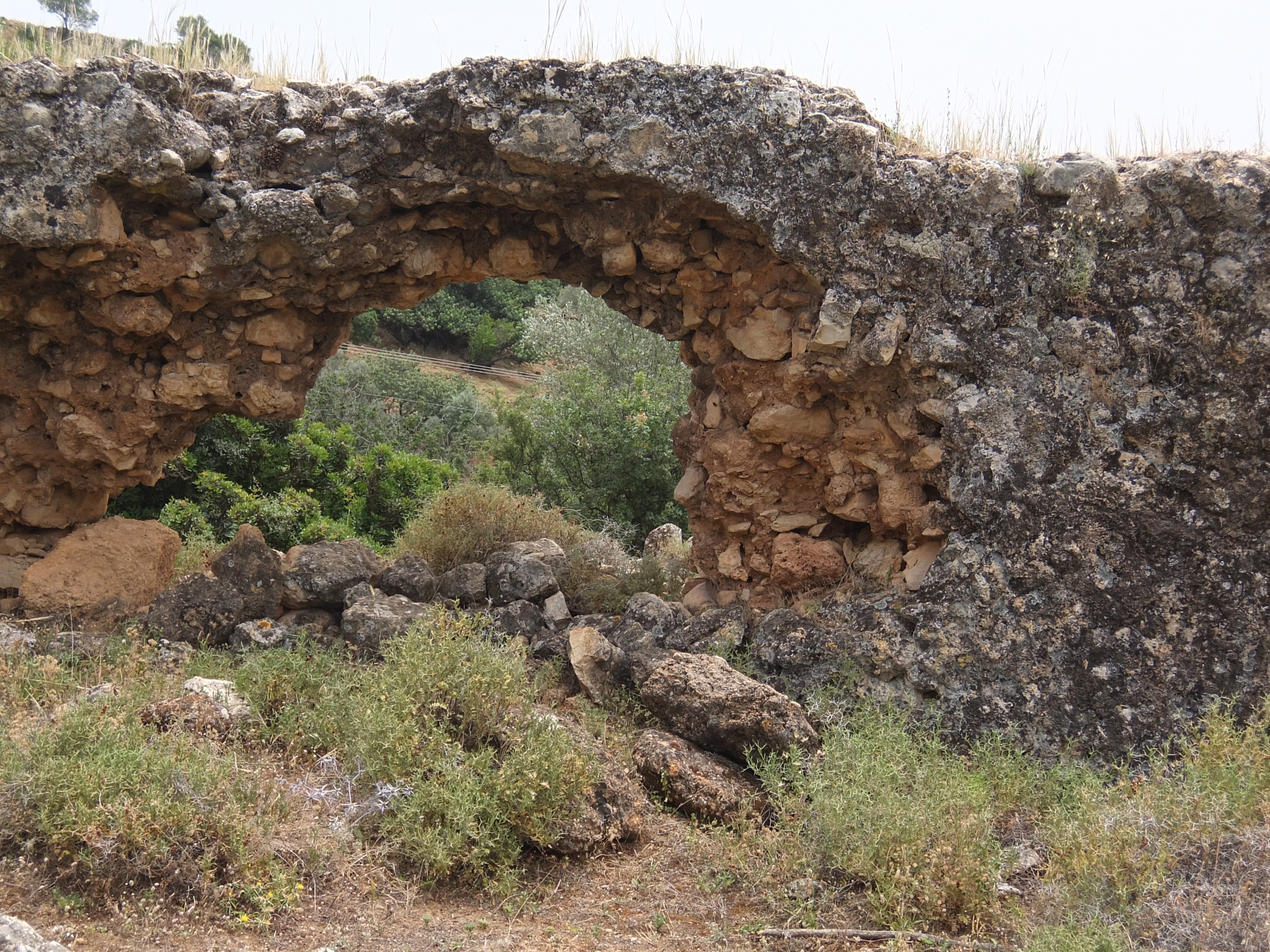
Mur écroulé.
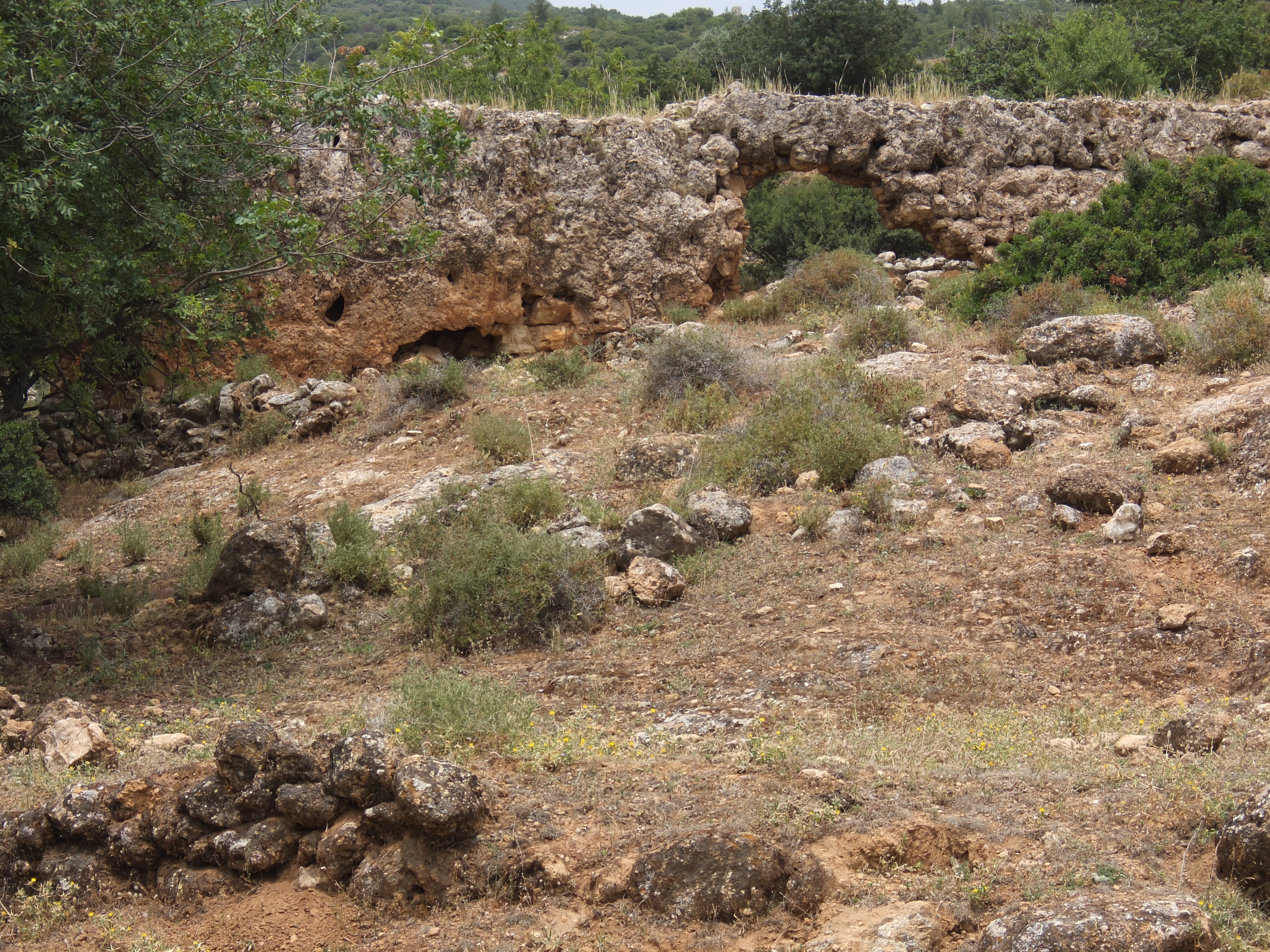
Ancienne structure fortifiée.
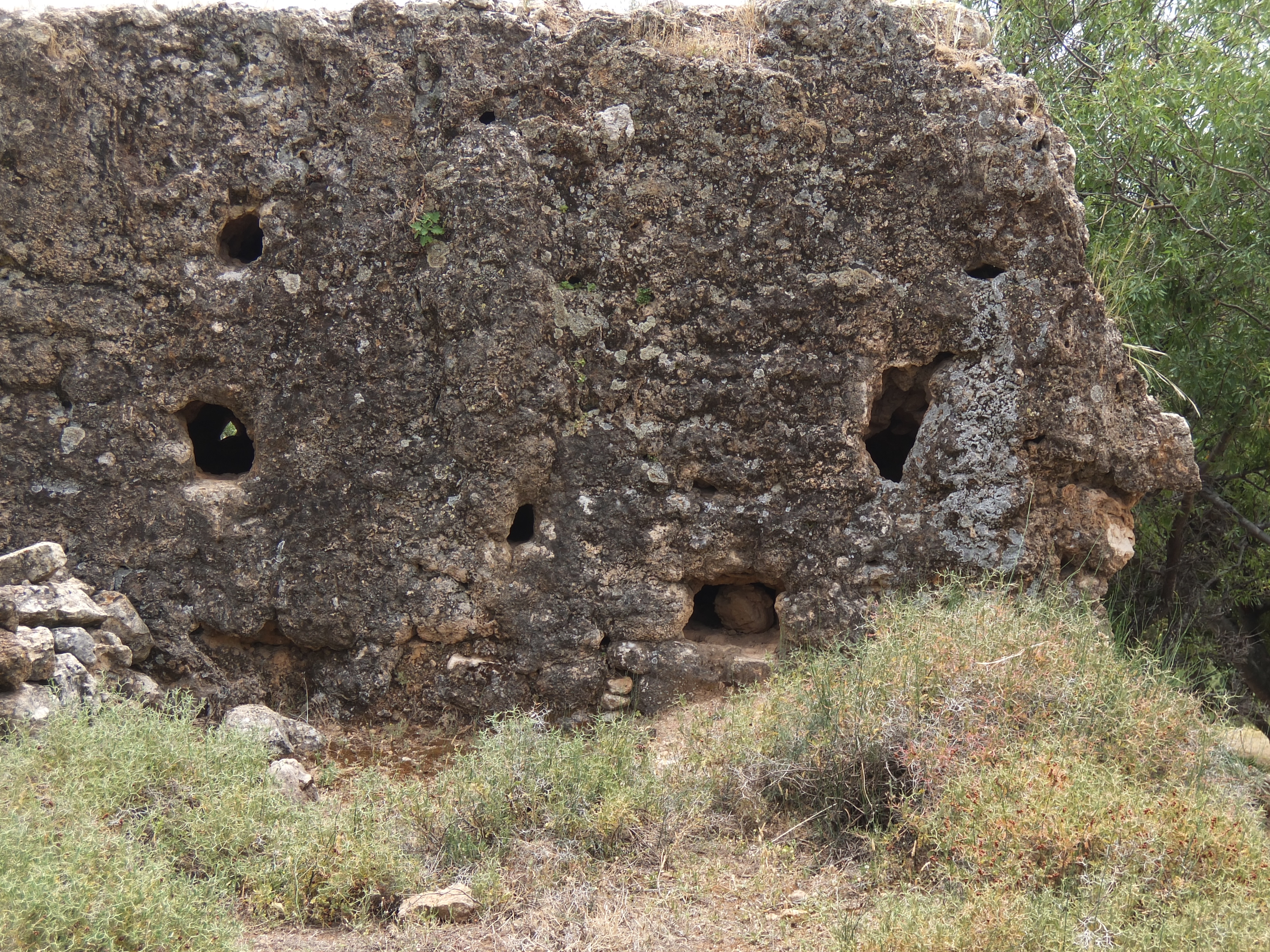
Vieux mur.
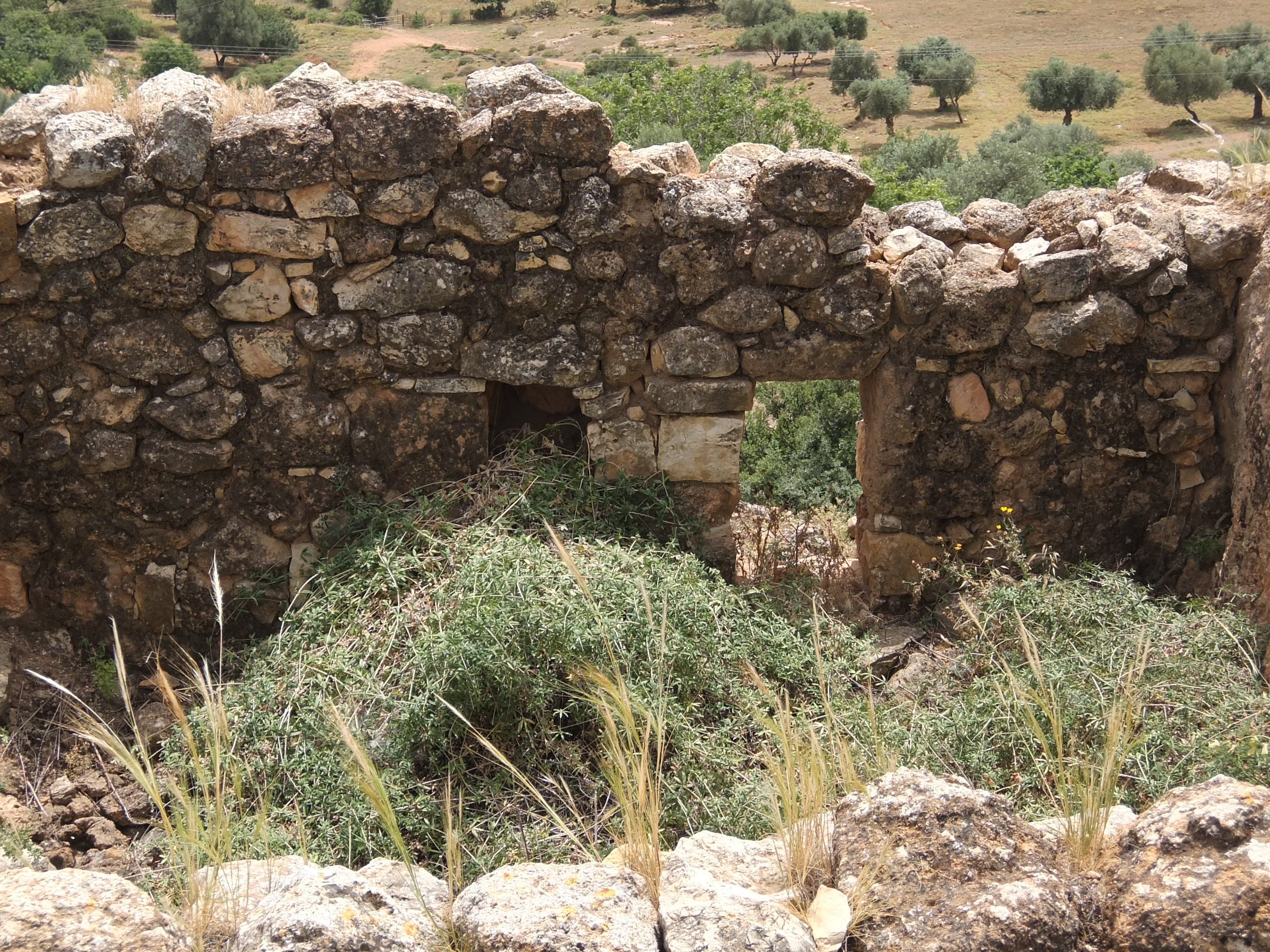
Maison en ruine.
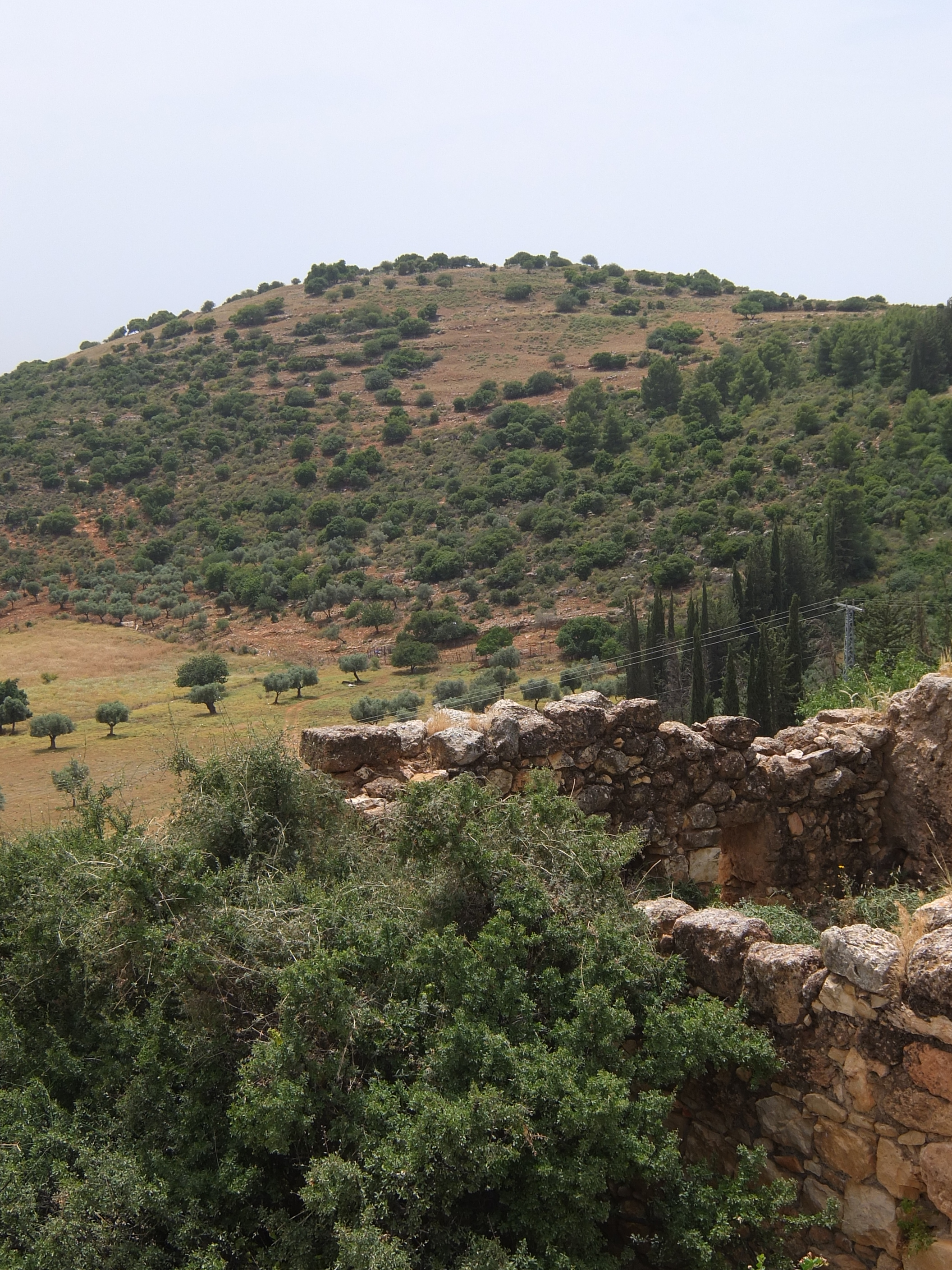
Maison abandonnée, au loin les vestiges de Khirbet Abu Esh-Sheba.
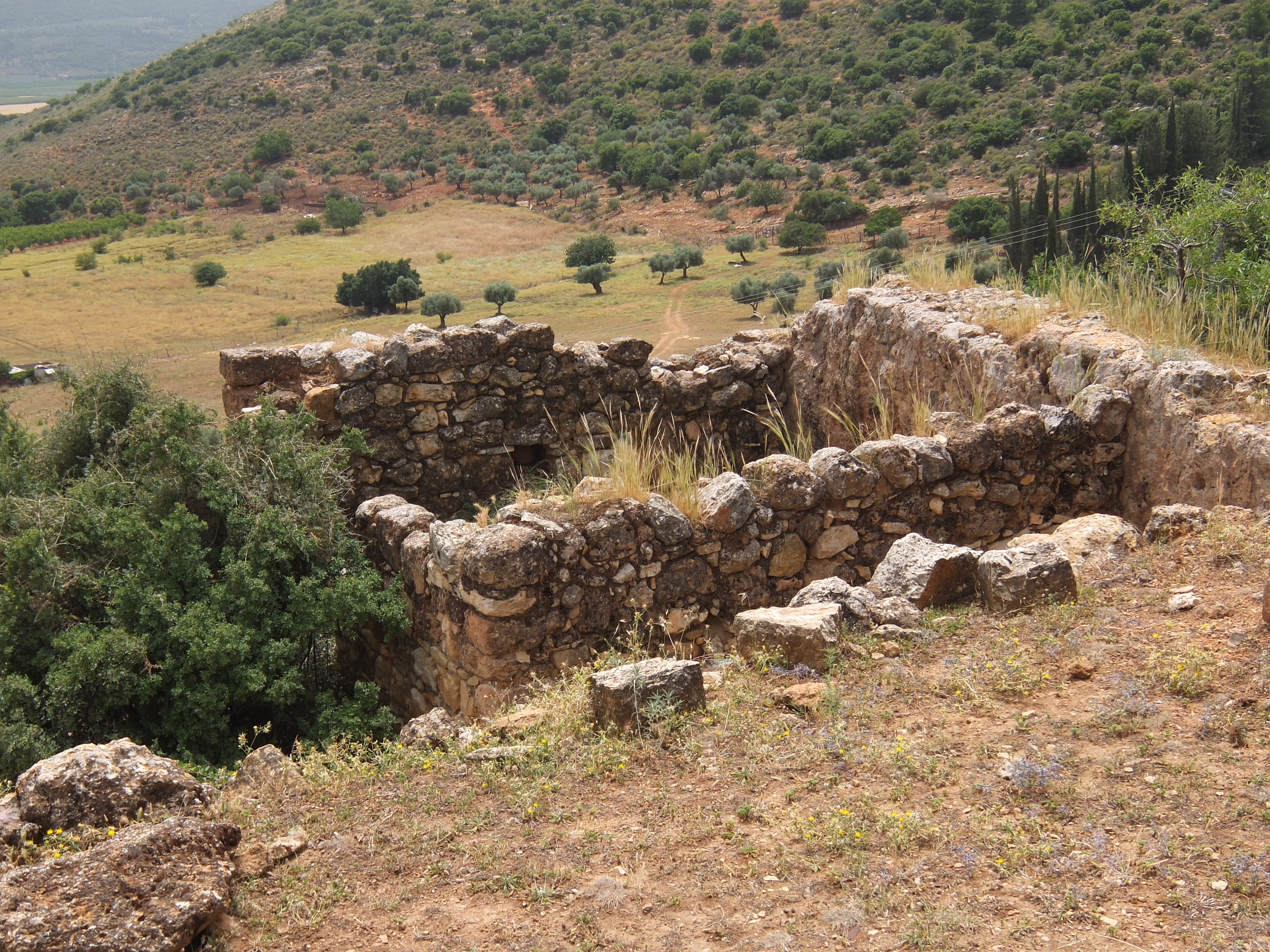
Vue du village.
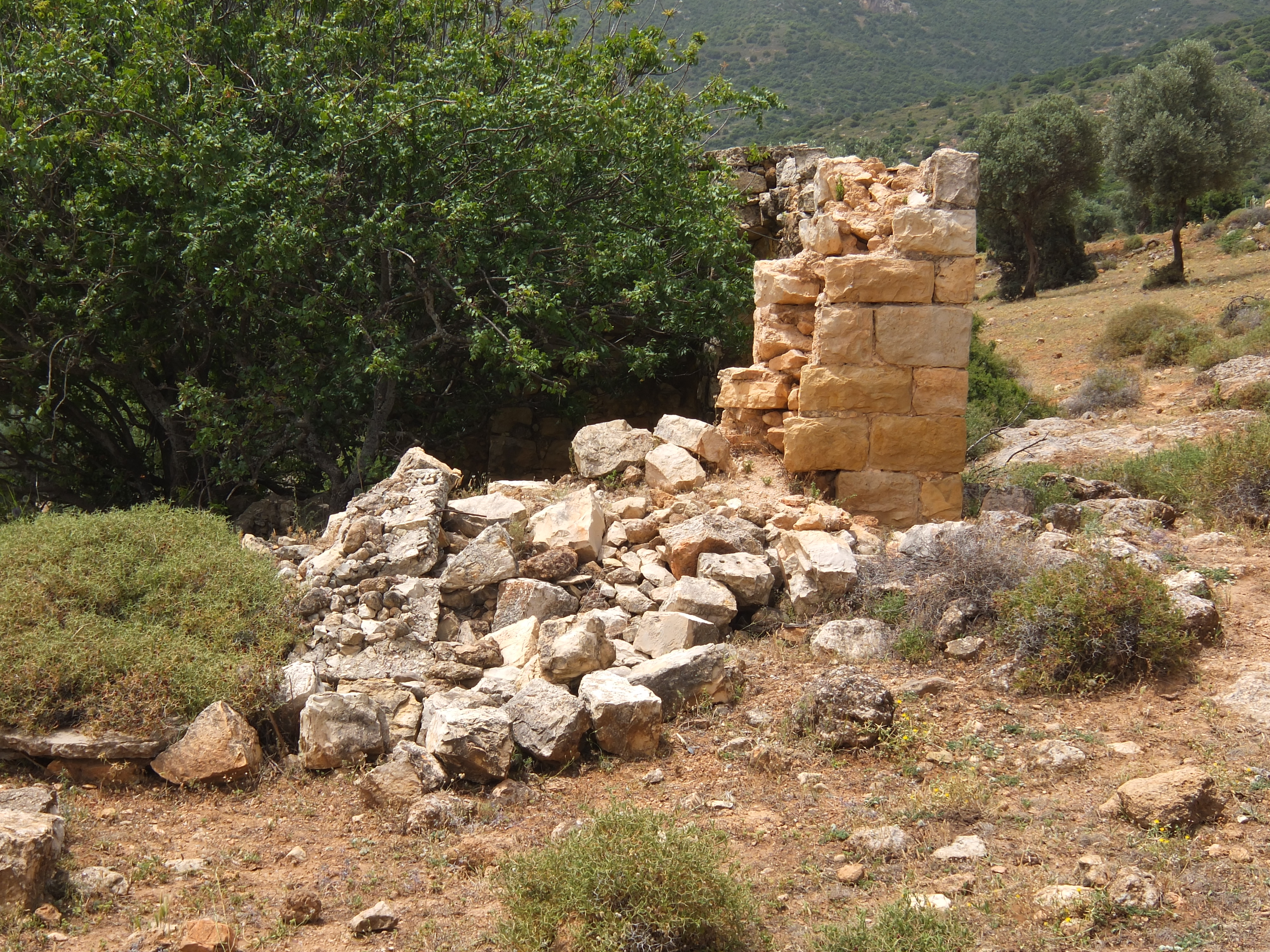
Maison en ruine.
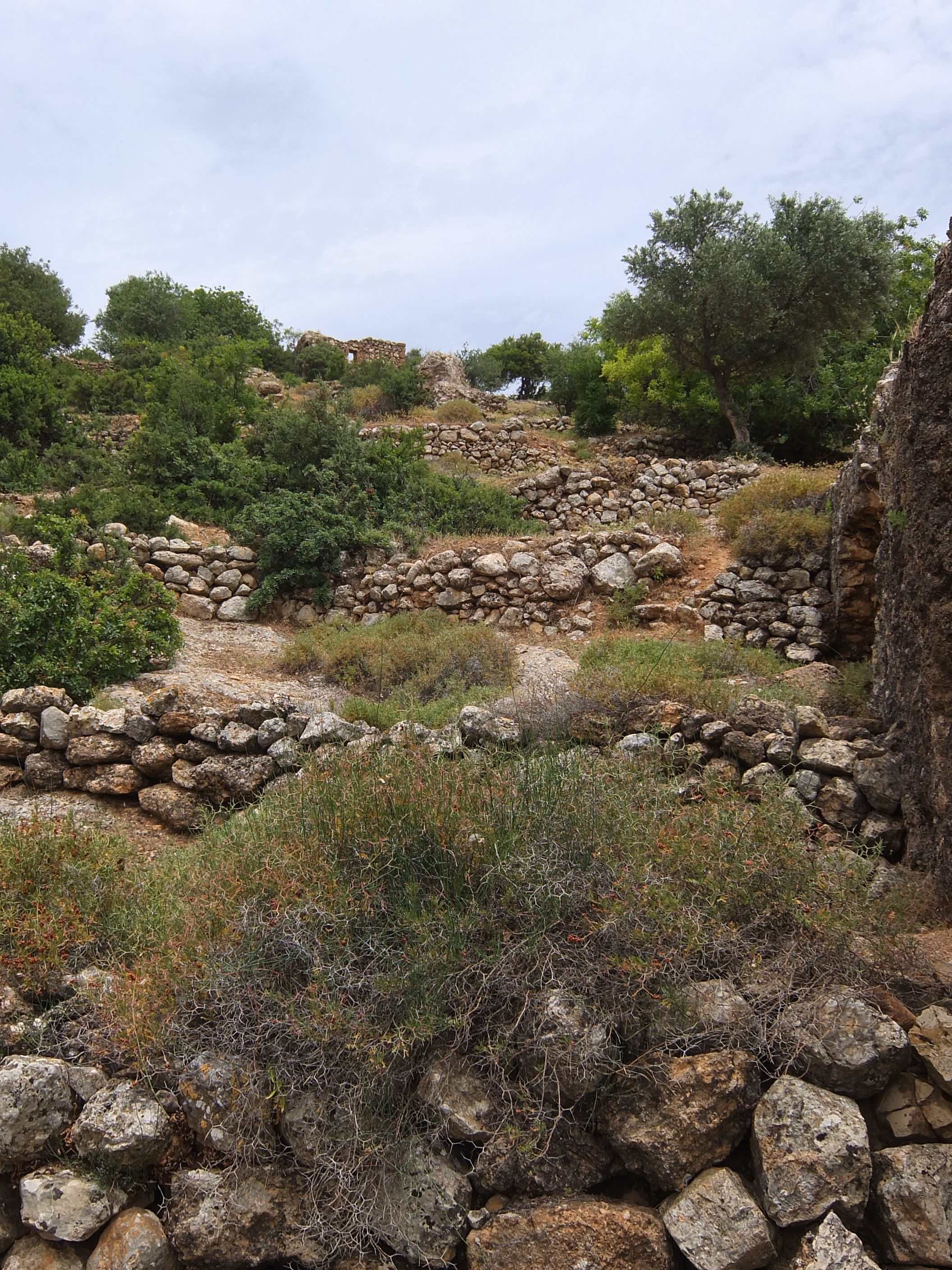
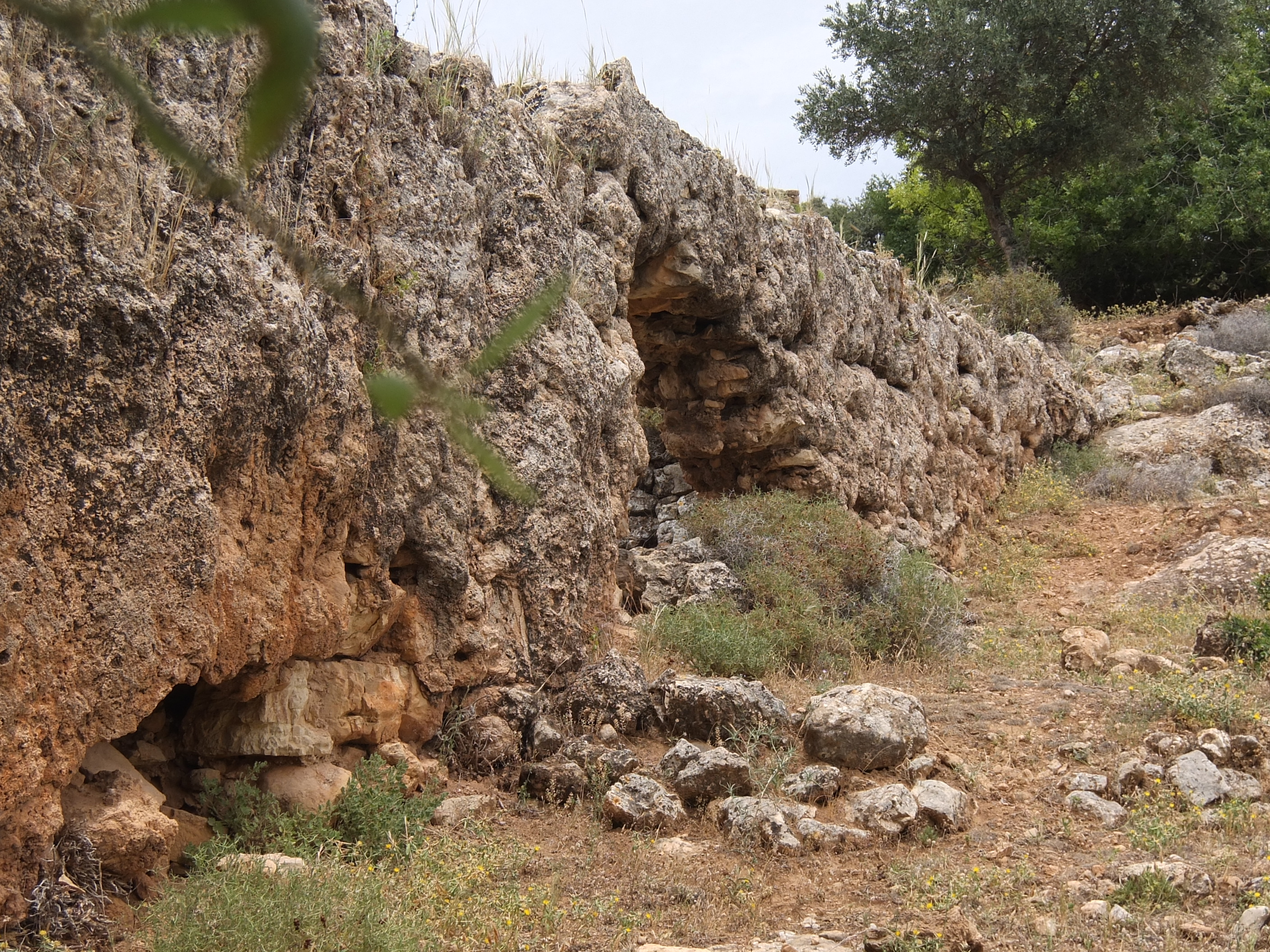
Ancienne structure.